# Urogramma latreille
Urogramma latreille är en stekelart som beskrevs av Girault 1929. Urogramma latreille ingår i släktet Urogramma och familjen hårstrimsteklar. Inga underarter finns listade i Catalogue of Life.